# Acció Republicana de Catalunya
Acció Republicana de Catalunya (ARC, Acción Republicana de Cataluña) fue un partido político de Cataluña (España) nacido de una escisión de Acció Catalana. La ruptura se produjo en 1928, durante el último año de la dictadura de Primo de Rivera, pero su primera aparición pública fue en 1930 después de la caída del dictador, durante la dictablanda de Dámaso Berenguer.   

## Historia
En 1927 el sector republicano y socialmente más avanzado de Acció Catalana, encabezado por Antoni Rovira i Virgili, se distanció de la organización, entonces encabezada por Lluís Nicolau d'Olwer, para crear un periódico propio, La Nau, y al año siguiente se oficializó la ruptura con el final de las colaboraciones de Rovira i Virgili en el periódico La Publicitat, órgano de prensa de Acció Catalana.
Junto a Roviri i Virgili, se integraron el nuevo partido Leandre Cervera, Macià Mallol i Bosch, Eusebi Isern i Dalmau, Ambrosi Carrión, Josep Dencàs, Nicolau Bettestini y Pere Lloret i Ordeix.
La actividad del partido comenzó tras la caída de la Dictadura de Primo de Rivera. En marzo de 1930 hizo público en La Nau el Manifest aprobado por el consell directiu en el que definió su postura ideológica:

Había que construir un nuevo partido general catalán en el que se reunieran los elementos numerosísimos que sintiendo tan intensamente el ideal catalanesc como el ideal izquierdista, no encontraban el lugar que coincidiera del todo con este doble ideal.

Participó en Pacto de San Sebastián, en 1930, representado por Macià Mallol, junto a Estat Català y Acció Catalana. 
En marzo de 1931 volvió a pactar con Acció Catalana, formando Acció Catalana Republicana, pero una parte de sus dirigentes no se integraron en el nuevo partido sino que participarán en la creación de Esquerra Republicana de Cataluña.